# イソクマリン
イソクマリン (isocoumarin, 1H-2-benzopyran-1-one; 3,4-benzo-2-pyrone) は、天然に存在するラクトンの一つ。

## よく知られる天然の化合物
- ツンベルギノールA 及び B

ジヒドロイソクマリン類
- ヒドランゲノール
- フィロズルチン
- ツンベルギノールC、D、E 及び G
- 誘導体の3-アセチル-3,4-ジヒドロ-5,6-ジメトキシ-1H-2-ベンゾピラン-1-オンはオウバクでみられる[1]。